# Ples (priimek)
Ples je priimek več znanih Slovencev:
- Ivan Ples (1866—1958), gospodarski strokovnjak in publicist
- Miroslav Ples (1872—1922), narodni buditelj in politik